# NGC 2365
NGC 2365 (również PGC 20838 lub UGC 3821) – galaktyka spiralna z poprzeczką (SBa), znajdująca się w gwiazdozbiorze Bliźniąt. Odkrył ją Albert Marth 10 listopada 1864 roku.